# トレントン (ニュージャージー州)
トレントン（Trenton）は、アメリカ合衆国ニュージャージー州の州都。同州の中西部に位置している。人口は約9万人（2020年）。

## 概要
フィラデルフィアとニューヨークの間にある。鉄道の北東回廊やハイウェイで両都市と結ばれており、経済的なつながりは強い。以前は地理的に近いフィラデルフィア広域都市圏に含まれていたが、現在はニューヨーク広域都市圏内の都市として統計に記録されている。
1896年、アメリカ史上初のバスケットボールの試合が行われたのもここトレントンである。対戦したのはトレントンのバスケットボールチームとブルックリンYMCAであった。同市はNBAシカゴ・ブルズの黄金時代を支えたプレーヤーのひとり、デニス・ロッドマンの出身地としても知られている。

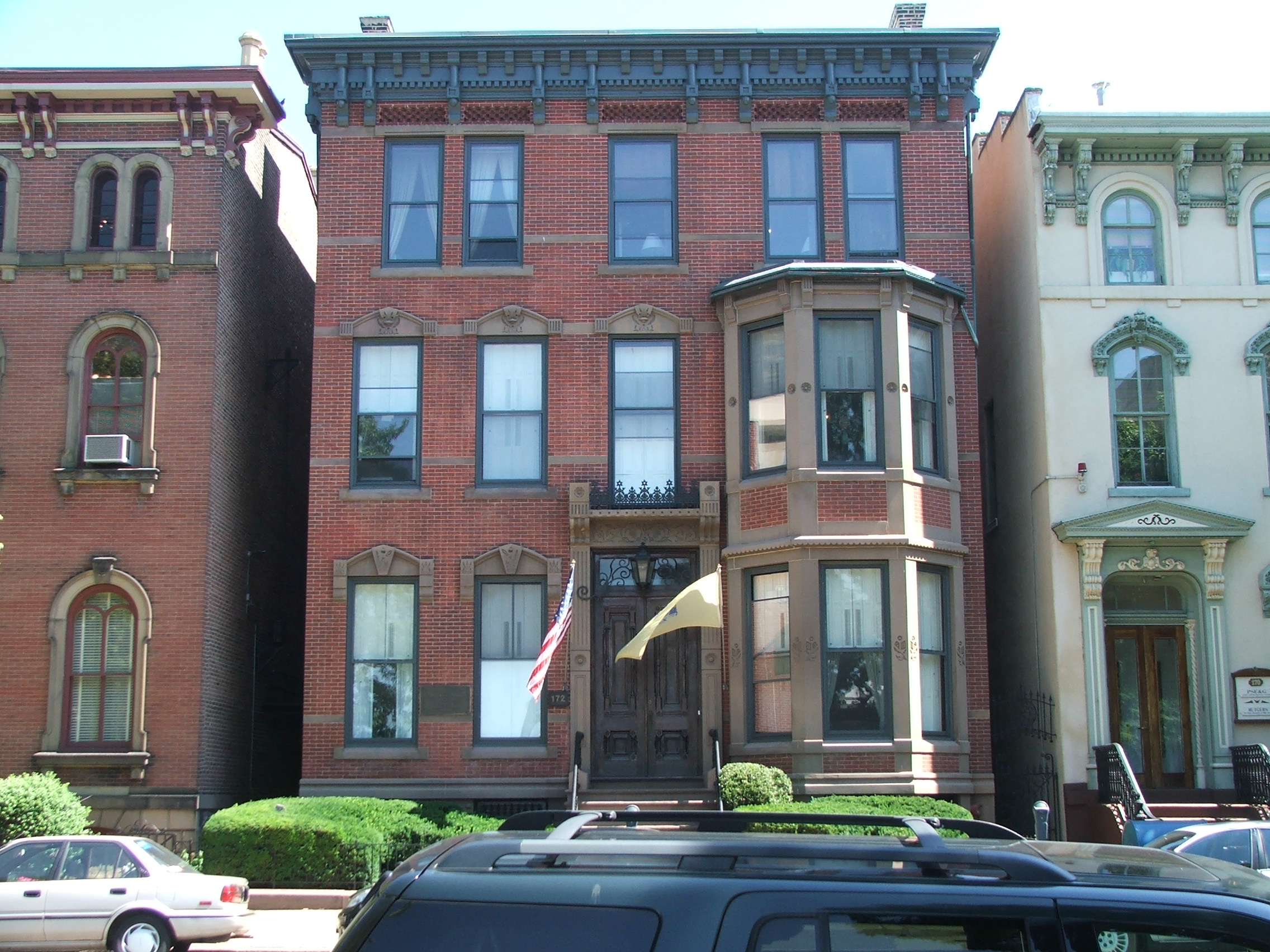
ニュージャージー州知事官邸

## 歴史
最初にこの地に足を踏み入れたのは故国イングランドを追われ、新大陸にやってきたクエーカー教徒であった。教徒たちは1679年に植民地を建設した。1719年、町は周辺の大地主であったウィリアム・トレントの名を取ってトレントタウンと名付けられた。「トレントタウン」という名は後に短縮され、トレントンと呼ばれるようになった。
トレントンはジョージ・ワシントンのアメリカ独立戦争における最初の戦勝地であった。1776年12月26日、ワシントンは軍を率いてデラウェア川を渡り、ドイツ人傭兵軍を破ってトレントンの戦いに勝利を収めた。独立戦争後の1784年、トレントンは11月と12月のわずか2ヶ月間だけアメリカ合衆国の首都となった。当初はここが首都として定まると思われていたが、南部諸州はメイソン＝ディクソン線（ペンシルベニア州とメリーランド州の州境）以南への遷都を要望、「首都トレントン」は短命に終わった。
トレントンは1790年にニュージャージー州の州都となった。1792年には、正式な町になった。

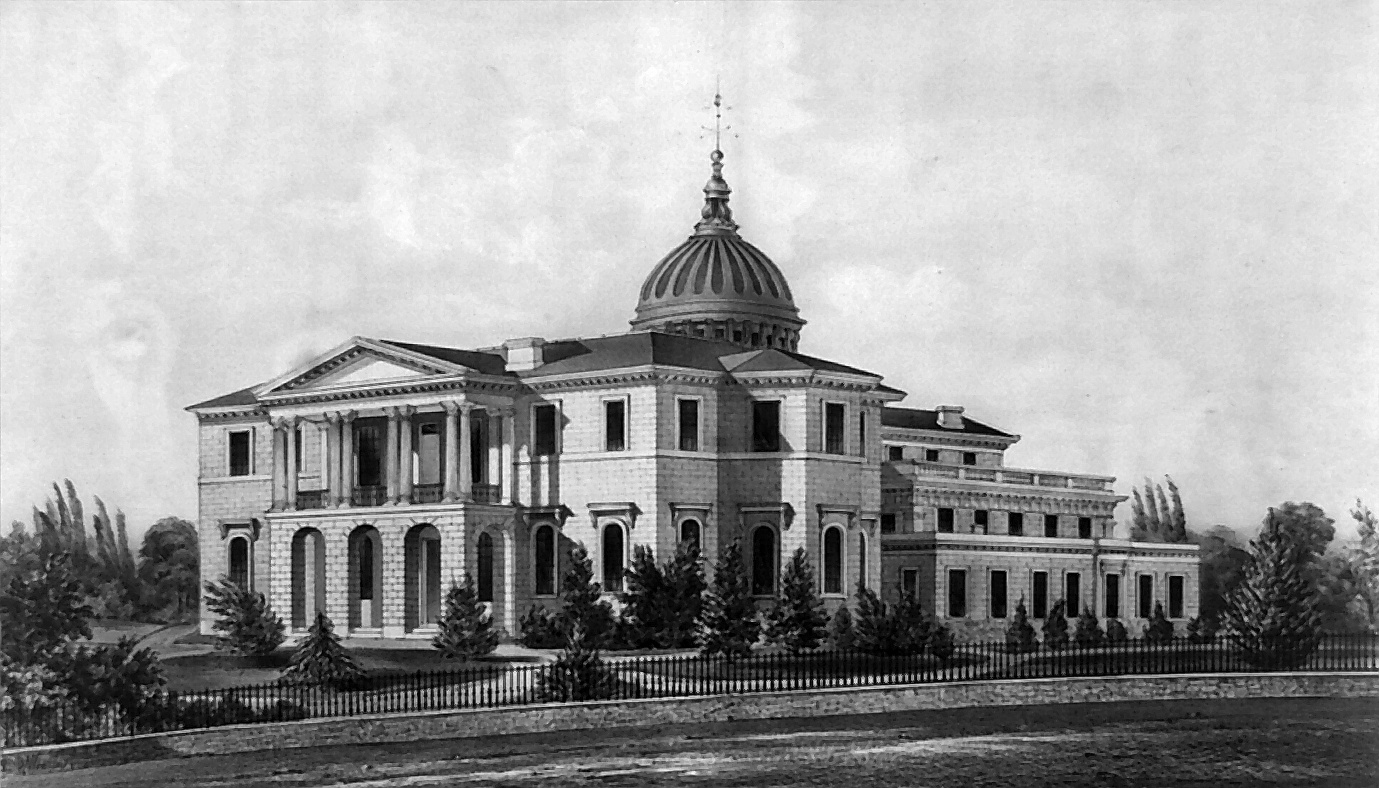
ニュージャージー州会議事堂（1846年）

19世紀後半から20世紀前半にかけては、Trenton Makes, The World Takes（トレントンがものを作り、世界がものを買う）の合言葉のもとに、トレントンは鉄鋼・鉄線・ゴム・ロープ・リノリウムおよびセラミックスの先進的工業都市として発展した。しかし、現在では工業都市としての地位は低下している。

## 地理
トレントンは、北緯40度13分18秒 西経74度45分22秒 / 北緯40.22167度 西経74.75611度に位置している。アメリカ合衆国統計局によると、トレントン市は総面積21.1 km2 (8.1 mi2) である。このうち19.8 km2 (7.7 mi2) が陸地で1.3 km2 (0.5 mi2) が水域である。総面積の6.01%が水域となっている。
トレントンはエウィング・ローレンス・ハミルトンの3タウンシップと境を接し、デラウェア川に面している。デラウェア川には数本の橋がかかり、トレントンと対岸のペンシルベニア州モリスビルを結んでいる。

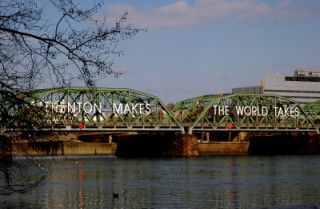
Trenton Makes, The World Takesの合言葉が掲げられた、デラウェア川に架かる橋

## 交通
トレントン近隣にトレントン・エウィング空港があるが、発着便数が非常に少ないので、フィラデルフィア国際空港やニューアーク国際空港を利用するのが一般的である。
トレントン・フリーウェイを含めいくつかの高速道路が市内を走っている。また、大西洋岸を南北に走る州間高速道路95号線はトレントン郊外の3タウンシップ（前述）を通っている。そのほか、有料道路であるニュージャージー・ターンパイクやペンシルベニア・ターンパイクもトレントン付近を通る。I-195はトレントン市とニュージャージー・ターンパイクを結んでいる。
ダウンタウンにあるトレントン駅は、ニューヨークからのニュージャージー・トランジットとフィラデルフィアの郊外電車SEPTAそれぞれの終点である。アムトラックの北東回廊の列車もこの駅に停車する。また、ライトレールのリバー・ラインはカムデンへと通じている。

## 人口動静
2000年の国勢調査で、トレントン市は人口85,403人、世帯数29,437、18,692家族が暮らしている。人口密度は4,304.7人/km2 (11,153.6人/mi2) である。1,705.9軒/km2 (4,419.9軒/mi2) の密度で33,843軒の住宅が建っている。
同市の人口構成を人種別に見ると白人32.55%、アフリカ系アメリカ人52.06%、アメリカ先住民0.35%、アジア人0.84%、太平洋諸島系0.23%、その他の人種10.76%、及び混血3.20%である。人口の21.53%はヒスパニックまたはラテン系である。
同市の29,437世帯のうち、18歳未満の子供がいる世帯は32.4%、結婚・同居している世帯は29.0%、未婚・離婚女性が世帯主である世帯は27.1%、非家族世帯は36.5%である。単身世帯は29.7%、65歳以上の老人1人暮らしの世帯は12.0%である。世帯の平均構成人数は2.75人、家族の平均構成人数は3.38人である。
同市の人口構成を年齢別に見ると18歳未満27.7%、18-24歳10.1%、25-44歳31.9%、45-64歳18.9%、65歳以上11.4%となっている。年齢の中央値は32歳である。性比は女性100人あたり男性97.6人である。18歳以上では女性100人あたり男性は96.0人である。
同市の世帯の収入の中央値は31,074米ドルであり、家族の収入の中央値は36,681米ドルである。収入の中央値を性別で見ると男性29,721米ドルに対して女性は26,943米ドルである。同市の1人当たり収入は14,621米ドルである。人口の21.1%及び家族の17.6%の収入は貧困線以下である。18歳未満の26.8%及び65歳以上の19.5%は貧困線以下の生活を送っている。